# 凯达尔纳特寺
凯达尔纳特寺（Kedarnath Temple）是一个著名的印度教寺庙，供奉湿婆的十二座究提林迦之一。位于喜马拉雅山脉，靠近曼达基尼河,  印度北阿坎德邦加瓦尔专区鲁德勒布勒亚格县凯达尔纳特. 由于极端天气条件，寺庙只在4月和11月之间向公众开放。在冬季的六个月，凯达尔纳特寺的神像被抬到乌奇马特。
寺庙不能直接通过公路到达，还必须爬坡22公里，可以骑马。这座寺庙是印度喜马拉雅山朝圣的四大圣地之一，也是十二座究提林迦中最高的一座。 在2013年印度洪水期间，凯达尔纳特寺庙建筑群、周围地区和凯达尔纳特镇遭受了广泛的破坏，但寺庙建筑没有受到严重损坏，只有一面墙出现几道裂缝。一块大石头充当了屏障，保护寺庙免受洪水冲击，周围的房舍遭到严重破坏。

凯达尔纳特寺
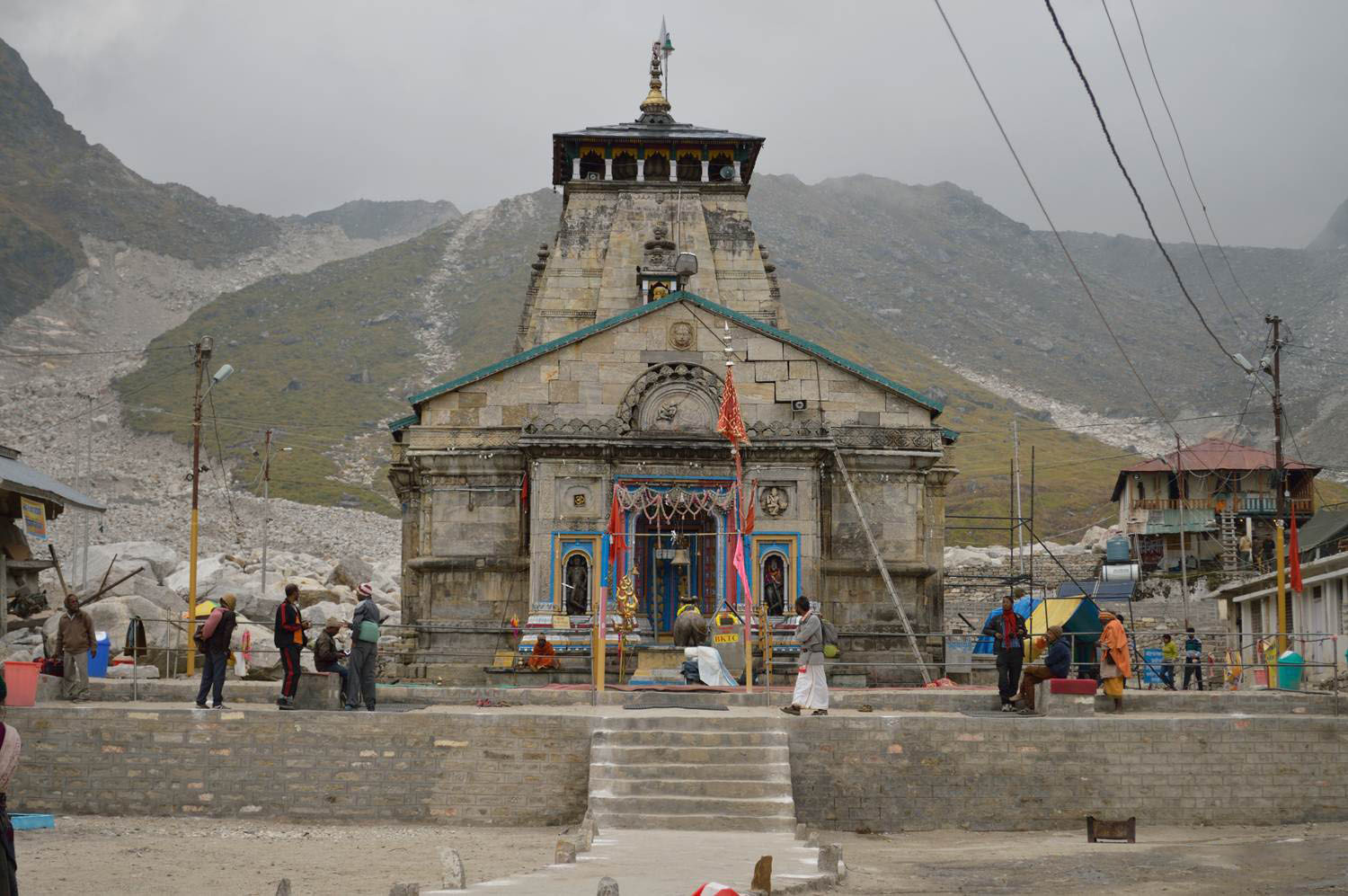
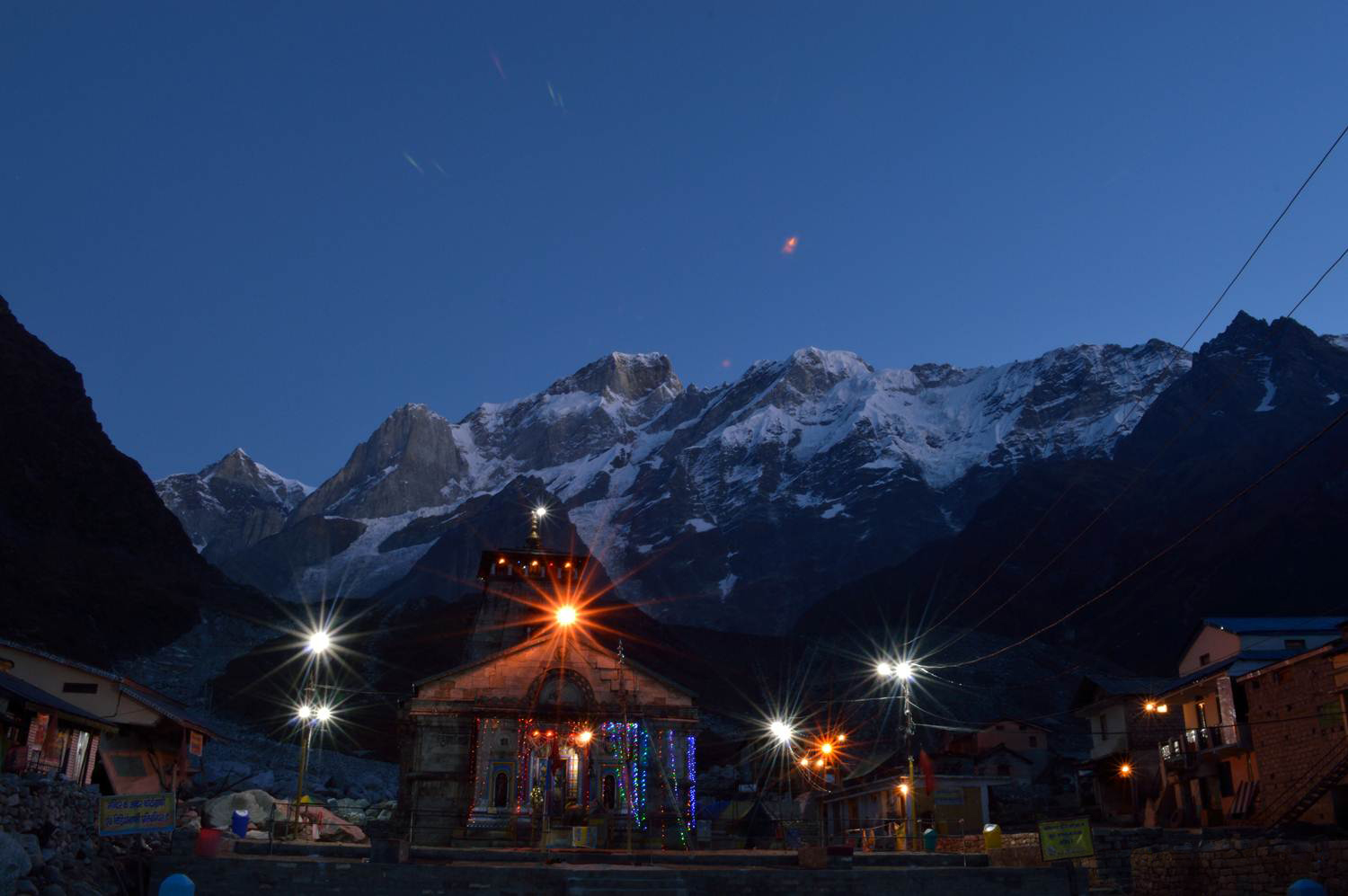